# По Річці Купта
По Рі́чці Купта́ (рос. По Речке Купта, марій. Катыршан почиҥга) — присілок у складі Марі-Турецького району Марій Ел, Росія. Входить до складу Марі-Турецького міського поселення.

## Населення
Населення — 1 особа (2010; 2 у 2002).
Національний склад (станом на 2002 рік):
- татари — 100 %